# Jean Esmonin
Jean Esmonin, né le 27 février 1937 à Dijon (Côte-d'Or), est un homme politique français.

## Détail des fonctions et des mandats
Mandats locaux
- 1995 - 1999 : Premier adjoint au maire de Chenôve
- 1999 - 2015 : Maire de Chenôve
- 1976 - 2015 : Conseiller général du canton de Chenôve
- Conseiller régional de Bourgogne

Mandat parlementaire
- 25 avril 1983 - 1er avril 1986 : Député de la 1re circonscription de la Côte-d'Or

## Distinctions
- Chevalier de la Légion d'honneur (2021)